# NTT System
NTT System – polski producent komputerów osobistych, laptopów, serwerów, akcesoriów komputerowych, oraz systemów smart home, dostarczanych zarówno pod marką własną, jak i markami zleconymi. NTT System to spółka notowana na giełdzie..

## Opis
Główna siedziba spółki wraz z centrum montażowo-serwisowym i zapleczem logistyczno-magazynowym znajduje się w miejscowości Zakręt pod Warszawą. NTT System posiada 4 firmowe punkty sprzedaży na terenie Polski (w Krakowie, Bydgoszczy, Rudzie Śląskiej i Wrocławiu).
Spółka zatrudnia ponad 150 pracowników. 12 kwietnia 2007 zadebiutowała na Giełdzie Papierów Wartościowych w Warszawie.
NTT System rozwija działalność biznesową również za granicą, przede wszystkim w krajach Unii Europejskiej. Główni odbiorcy produktów NTT System to: Czechy, Węgry oraz Holandia, a także Białoruś, Ukraina, Litwa
Od początku organizacji Intel Extreme Masters w Polsce, NTT System dostarczał na tę imprezę własne komputery z serii Game, obecnie są to komputery NTT HIRO.
Firma NTT jest również właścicielem i twórcą marki HIRO, wydajnych komputerów gamingowych, akcesoriów dla graczy oraz laptopów gamingowych.
Firma NTT System S.A. jest także autorem wielofunkcyjnego systemu smart home, oferowanego pod nazwą Blue Bolt, który m.in. trafił w 2019 roku do Centrum Medycznego w Piekarach Śląskich.